# Moussodougou (département)
Moussodougou est un département et une commune rurale du Burkina Faso situé dans la province de la Comoé et dans la région des Cascades.

## Géographie

### Villages administrativement autonomes
La commune rurale possède quatre villages (populations actualisées lors du dernier recensement général de 2006) :
- Moussodougou (5 740 habitants), chef lieu
- Diamon (1 016 habitants)
- Kolokolo (1 621 habitants)
- Mondon (2 063 habitants)

## Santé et éducation
Le département possède deux centres de santé et de promotion sociale (CSPS) à Moussodougou et Mondon (avec le projet d'ouverture d'un troisième à Diamon) tandis que le centre hospitalier régional (CHR) se trouve à Banfora.